# Ben Gardane
Ben Gardane hay Ben Guerdane (tiếng Ả Rập: بنقردان; Berber: Bin Guirdan) là một thành phố ở Tunisia, cách Tunis 560 km (350 mi) về phía đông nam. (dân số tỉnh 79.912 người năm 2014), và là một thành phố cảng Địa Trung Hải. Sfax có 79912 người (2014). Hoạt động kinh tế chính ở đây là chế biến trồng trọt (cây ôliu), và nhập-xuất khẩu.